# American Journal of Philology
Das American Journal of Philology (Abkürzung: AJPh) ist eine vierteljährlich erscheinende Fachzeitschrift der Klassischen Philologie. Es wurde 1880 von Basil Lanneau Gildersleeve begründet. Neben philologischen Beiträgen werden auch Aufsätze zur griechischen und römischen Geschichte, zu Philosophie sowie Sozial- und Religionsgeschichte veröffentlicht. Daneben wird auch die neu erschienene Fachliteratur rezensiert. Die Zeitschrift wird von der Johns Hopkins University Press in Baltimore verlegt.